# ジェイコブ・レゲト
ジェイコブ・レゲト（Jacob Bobo Lekgetho、1974年3月24日 - 2008年9月9日）は、南アフリカの元サッカー選手。元南アフリカ代表。ポジションはディフェンダー。

## 来歴
2000年に南アフリカ代表デビュー。2002 FIFAワールドカップにも出場した。2004年までに26試合に出場した。

## 代表歴

### 出場大会
- 南アフリカ代表
  - 2002 FIFAワールドカップ

### 試合数
- 国際Aマッチ 26試合 0得点（2000年-2004年）[1]

| 南アフリカ代表 | 国際Aマッチ | 国際Aマッチ |
| 年             | 出場        | 得点        |
| -------------- | ----------- | ----------- |
| 2000           | 8           | 0           |
| 2001           | 5           | 0           |
| 2002           | 5           | 0           |
| 2003           | 2           | 0           |
| 2004           | 6           | 0           |
| 通算           | 26          | 0           |